# Nyctemera similis
Nyctemera similis är en fjärilsart som beskrevs av Swinhoe 1917. Nyctemera similis ingår i släktet Nyctemera och familjen björnspinnare. Inga underarter finns listade i Catalogue of Life.